# Atentado terrorista en Kiryat Arba (2022)
El atentado terroristas en Kiryat Arba (2022) ocurrió el 29 de octubre de 2022, cuando un palestino armado disparó contra cuatro personas en el asentamiento de Cisjordania y el barrio de Hebrón, Kiryat Arba, matando a una de ellas.

## Atentado
El tirador entró en el área de Givat Ha'avot del Kiryat Arba con un fusil M16. El israelí de 49 años, Ronen Hanania, caminaba de regreso a su automóvil con su hijo (de 19 años) sosteniendo bolsas de comestibles que acababan de obtener de una tienda de conveniencia local, que estaba cerca del puesto de control de Ashmoret. Cuando los Hanania comenzaron a descargar sus comestibles, el pistolero, que se escondía a la izquierda o el vehículo, abrió fuego y disparó fatalmente a Ronen en la cabeza y a su hijo Daniel en la mano. El atacante huyó de la escena.
Daniel Hanania pesó durante quince minutos para que llegaran los servicios de emergencia, luego regresó a la tienda hasta que las fuerzas de seguridad llegaron a la escena con paramédicos. Cuando salió de la tienda, el tirador reapareció y comenzó a disparar a las personas que estaban fuera de la tienda. Un paramédico de Magen David Adom resultó gravemente herido junto con un transeúnte palestino. Un guardia de seguridad embistió al atacante con un automóvil, y el tirador fue asesinado por un oficial fuera de servicio. Ronen Hanania fue trasladado al Centro Médico Hadassah en Ein Karem, Jerusalén, donde murió a causa de sus heridas. Fue enterrado en el cementerio Har HaMenuchot de Jerusalén.

## Perpetrador
El perpetrador fue identificado como Muhammed Kamel al-Jabari, un maestro de escuela primaria palestino de Hebrón. Según los informes, Jabari y su familia están estrechamente afiliados con el grupo militante palestino Hamás, que ha llevado a cabo ataques contra soldados y civiles israelíes en Israel y sus asentamientos en Cisjordania en el pasado. El hermano de Jabari era una de las personas que habían sido intercambiadas por el secuestrado israelí Gilad Shalit durante un intercambio de prisioneros en 2011 entre Israel y Hamás. Según The Jerusalem Post, Jabari estaba «enfermo terminal» de cáncer en el momento del ataque.

## Consecuencias
El ministro de extrema derecha de la Knesset, Itamar Ben-Gvir, afirmó que su casa había sido disparada durante el ataque. Fuentes de las FDI no pudieron confirmar su afirmación.
El primer ministro israelí, Yair Lapid, agradeció a las fuerzas de seguridad por su trabajo para detener a al-Jabari y dijo que estaba orando por las víctimas heridas, prometiendo tomar medidas enérgicas contra el terrorismo con una «mano fuerte».